# Тораджи
Тора́джи (индон. Suku Toraja) — группа родственных народов в Индонезии. Населяют горные районы центральной части острова Сулавеси. Общая численность — 1 млн 500 тыс. чел. Основная религия — протестантизм. Язык — тораджа западно-австронезийской группы австронезийской семьи.

## Этнический состав
Тораджи делятся на три группы: западную, восточную, южную.
Западные тораджи включают ещё две ветви: горные, живут на востоке ареала данной группы, и пипи-коро, на западе, в районе реки Коро-Ларианг. Горные — тавелиа, напу, бесоа, бада, лебони, рампи, рато; пипи-коро — банасу, кентеву, коро, баку, винату, топе, мохани, пеана, гимпу.
Восточные тораджи — пулави, пакули, линду, сиги, торо, сидоиндо, пакаве, палу (остров Линду и долина реки Палу).
Южные тораджи — париги, саусу, каили, балиннги, банава, ганти, долаго, доннгала.
По культуре и происхождению к ним наиболее близки бугисы, мамаса, ронконг, мангки. У мамаса и у южных тораджей среди знати прослеживается генеалогия, восходящая к бугисам.

## Хозяйство
Основное занятие — ручное подсечно-огневое земледелие. Главные культуры — рис, кукуруза, просо, таро, саго, кокосовая пальма, сахарный тростник, овощи, фрукты, табак, бананы, кофе. У южных тораджей используются орошаемые террасы. Те, кто живут у водоёмов, занимаются рыболовством, морским и озёрным. На заливных полях разводят рыбу. Охотятся на кабана, обезьяну, оленя. Оружие — копье, сумпитан, западня, ловушка, силок. В охоте используют собак. Разводят домашний скот — буйволов (как правило, в ритуальных и престижных целях), кур, коз, лошадей, собак, свиней, овец.
Развиты ремёсла — обработка металла, гончарное дело, резьба по дереву, ткачество, плетение, изготовление одежды из тапы.

## Быт
Селения и деревни тораджей имеют кучевую и рядовую планировку. Строятся на вершинах холмов, делятся на нижнюю и верхнюю части. Селения укрепляются.
Традиционное жилище — свайное, прямоугольное в плане, крыша — двускатная. Основной материал в строительстве — дерево, бамбук, пальмовые листья. У южных тораджей крыши седлообразные, похожи на лодку. Конек украшается рогами буйвола. В росписи стен преобладают мотивы — головы и рога буйвола, изображения птиц.
Одежда у мужчин — набедренная повязка, кофта, шарф. У женщин — саронг. Местный материал, тапа, заменяется сейчас чаще фабричными тканями.

## Социальные отношения
Основная общественная единица — сельская община, эндогамная. Добрачные отношения свободные. У южных тораджей встречаются кузенные браки только у знати. У западных тораджей запрещены ортокузенные браки, но разрешены кросскузенные. Полигиния встречается у знати, но с согласия первой жены. Существует выкуп. Поселения билокальные. Добрачные дети усыновляются (удочеряются) мужем.

## Верования
Развиты вера в духов, жизненную силу, культ предков, бог-демиург — бог плодородия (солнце). Развит фольклор.